# Johann von Flondor

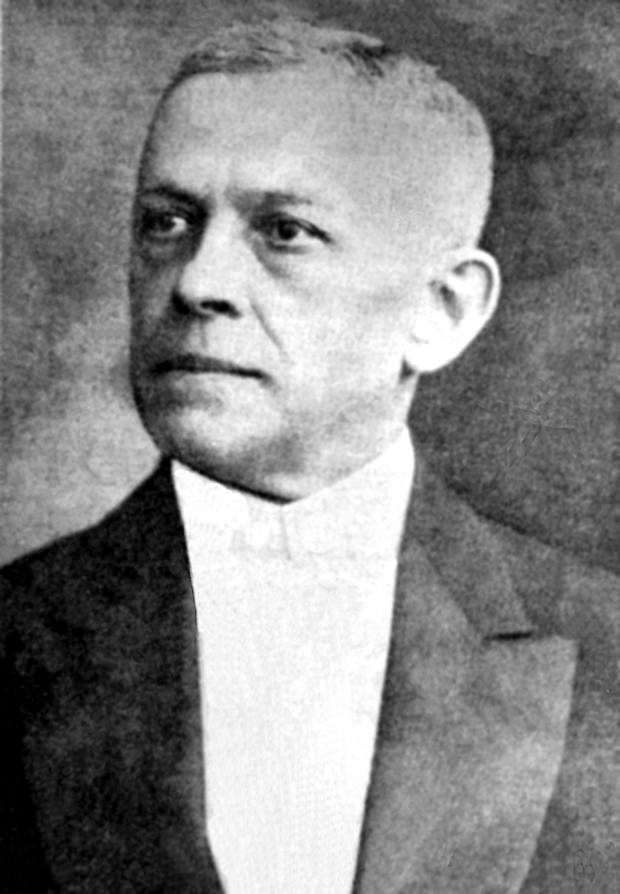
Iancu Ritter von Flondor 1919

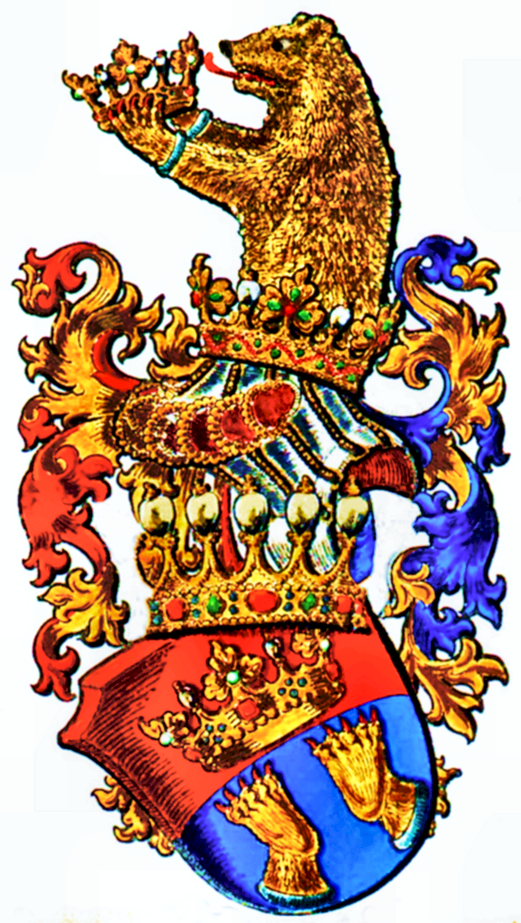
Wappen der Ritter von Flondor 1796

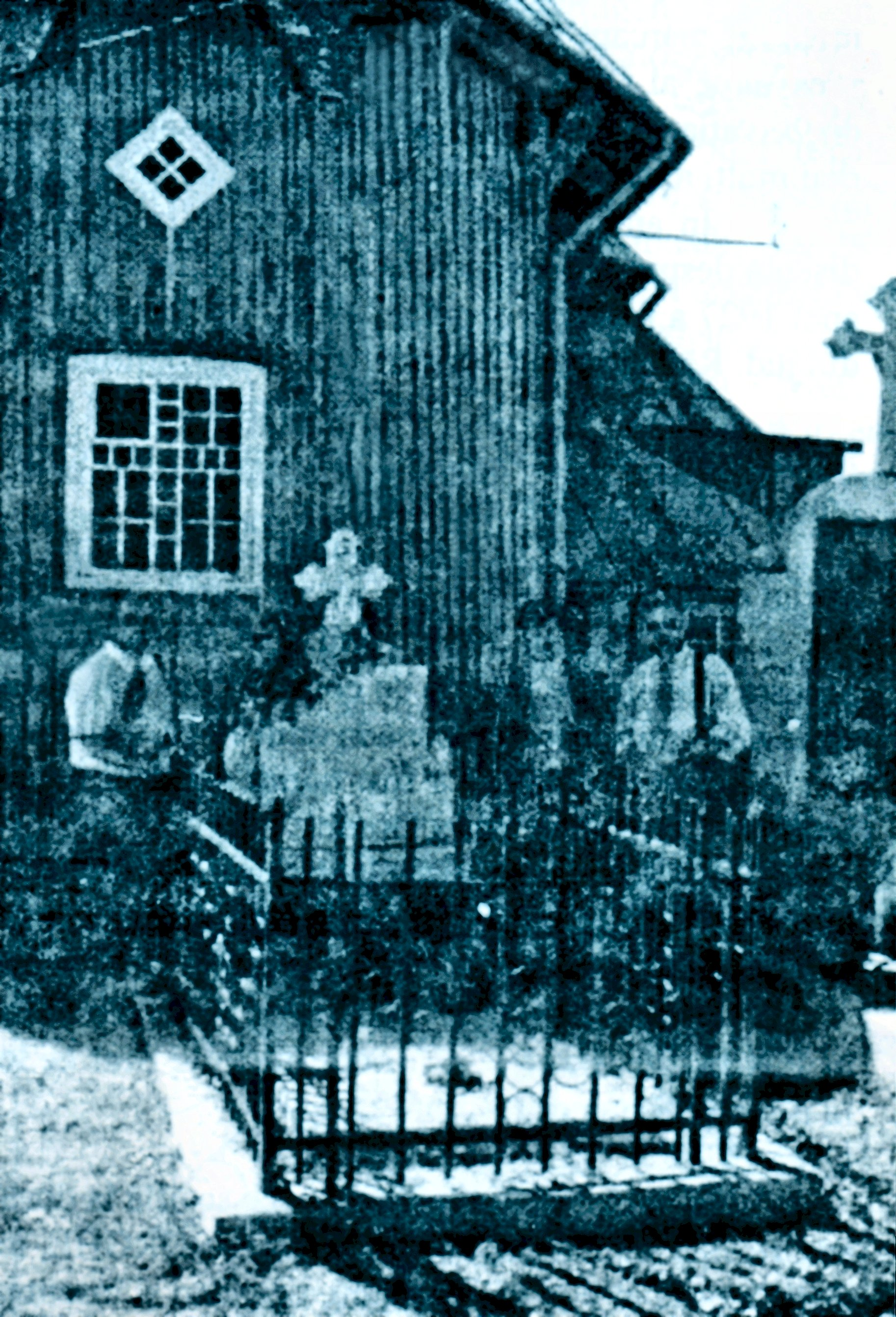
Grab des Iancu de Flondor in Storojinet

Johann Ritter von Flondor, auch Iancu von Flondor (* 3. August 1865 in Storozynetz (Storojineț), Österreich-Ungarn; † 19. Oktober 1924 in Czernowitz (Cernăuți), Königreich Rumänien), war ein promovierter Jurist, k. u. k. und rumänischer Politiker aus der Bojarenfamilie Flondor sowie ein Vorkämpfer  für die Vereinigung der Bukowina mit Rumänien vor und nach dem Ersten Weltkrieg, alsdann Senatspräsident der rumänischen Regierung in der Bukowina.

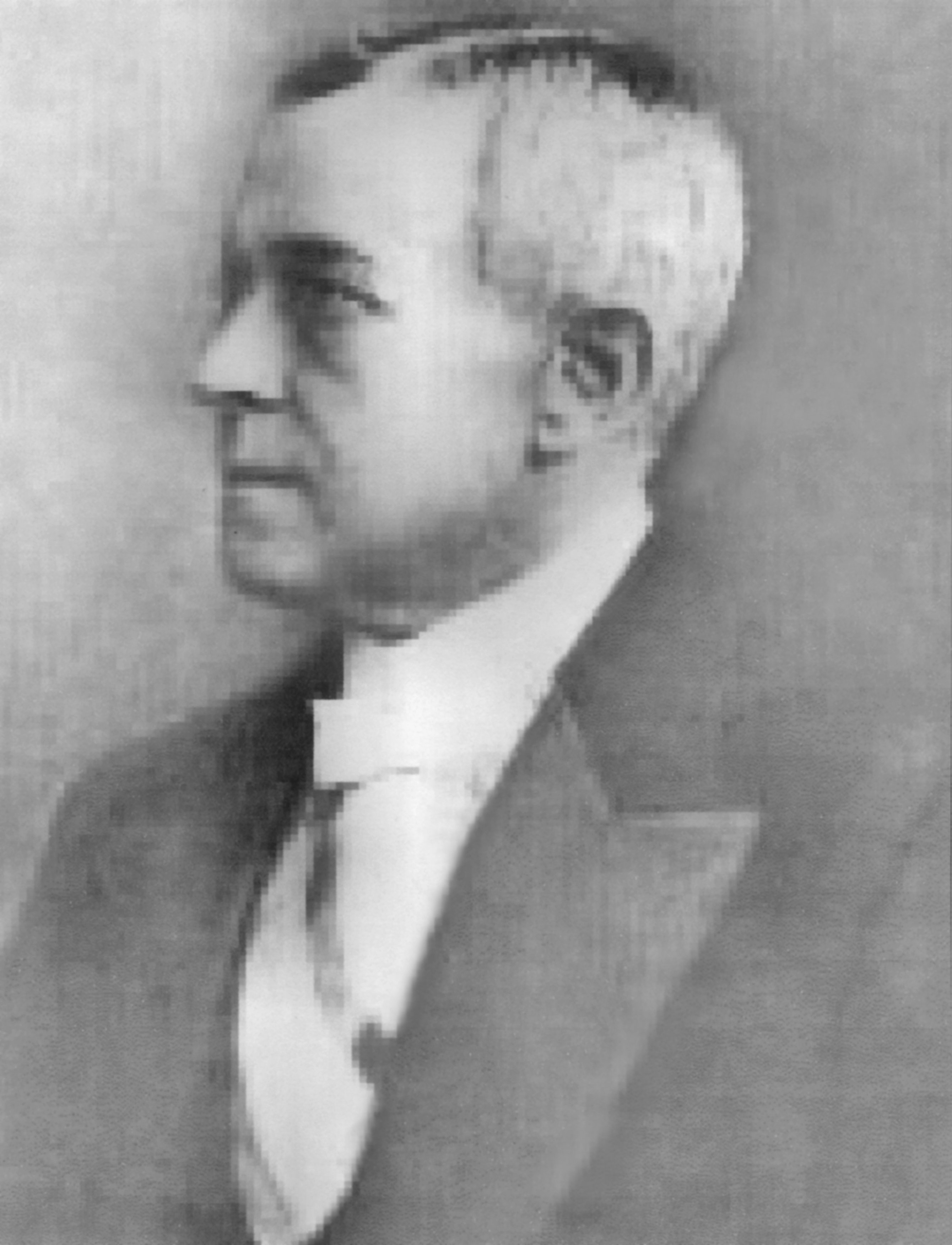
Johann Ritter von Flondor um 1900

## Biographie
Der Sohn des Großgrundbesitzers Georg von Flondor und der Pianistin Isabella Dobrowolski von Buchenthal (1835–1890) besuchte das K.k. I. Staatsgymnasium Czernowitz (1884). Nach dem Abitur studierte er an der k. k. Universität Wien Rechtswissenschaft. Dort wurde er zum Dr. iur. promoviert.
Nach Entlassung aus dem Militärdienst im Rang eines Leutnants d. R., begann er 1887 mit seinen politischen Aktivitäten und schloss sich den „Jungintellektuellen“ um George Popovici, Constantin Isopescul, Florea Lupul, Georg Wassilko von Serecki, T. V. Ştefanelli, Constantin Morariu und anderen an, die im Gegensatz zum rumänischen konservativen Flügel standen. Die rivalisierenden Parteien einigten sich schließlich und gründeten nach der Affäre um den Landespräsidenten Anton Graf Pace 1892 den politischen Verein „Concordia“, einen Vorläufer der Rumänischen Nationalen Partei, der für eine Verbreitung seiner sozialen Basis unter Einschluss des Mittelstands und der Bauernschaft, als auch für eine politische Aktivität mit ausgeprägt nationalem Charakter einstand.
Im selben Jahr ließ er sich nach dem Tod seines Vaters Georg zusammen mit seinem älteren Bruder Nikolaus auf dem gemeinsamen Gut in Storojineț nieder.
Nach dem Rückzug des Freiherren Viktor von Styrczea aus dem politischen Leben wurde Johann stellvertretender Vorsitzender des „Partidul Național Român (PNR)“ unter Ioan Lupul, sodann zum 28. Dezember 1898 als Abgeordneter der Fraktion der Großgrundbesitzer in den Bukowiner Landtag gewählt. Wegen Streitigkeiten in der Partei verließ er diese und gründete mit anderen den „Partidul Național Poporal“, wo er die Funktion des Präsidenten des Zentralkomitees der Partei einnahm, nur um sich bereits 1902 mit dem PNR wiederzuvereinen. Er übernahm nun den Vorsitz.
Im Oktober 1903 kam es zum Eklat in der sogenannten Flondoraffaire, nachdem der Abgeordnete Johann von Flondor übelste antisemitische Hetztiraden im Bukowinaer Journal hatte schreiben lassen. Er gab zwar sein Ehrenwort, mit der Sache nichts zu tun gehabt zu haben, wurde jedoch der Unwahrheit überführt. Obwohl ihn der PNR während der Affäre unterstützt hatte, doch in Sorge aufgrund seiner Forderungen und Appelle des Irredentismus bezichtigt zu werden, seine politische Meinung nicht mehr vollständig teilte, verließ er die Partei endgültig.
1908 wurde Iancu zum Vorsitzenden des neu aufgestellten „Partidul Creștin Social Român“ bestimmt. Nach Querelen wegen der Mandatsverteilung in der Partei verließ er diese und zog sich politisch zurück (1911).
Wegen seiner Sezessionsbestrebungen und seiner antisemitischen Haltung wurde sein Antrag auf Erhebung in den Freiherrenstand abgelehnt und nur seinem Bruder Nikolaus gewährt (1913). Johanns ältester Bruder Theodor (Tudor) war bereits 1908 verstorben.
Mit Ausbruch des Ersten Weltkriegs musste er wegen seiner politischen Haltung mit Repressalien seitens der österreichischen Behörden rechnen, lehnte jedoch das Asylangebot Rumäniens ab. Schließlich wurde er 1917 trotzdem, wegen der Kollaboration mit dem russischen General Brussilow zum Wohle und zur Versorgung der Bevölkerung, von den k. u. k. Behörden des Hochverrats angeklagt und kam nur durch Intervention der rumänischen Reichsratsabgeordneten und dem erblichen Mitglied des Herrenhauses des österreichischen Reichsrats sowie ehemaligen Landeshauptmanns des Herzogtums Bukowina Graf (1918) Georg Wassilko von Serecki frei.
Im Herbst 1918 kehrte er an der Spitze der „Bewegung für die nationale Befreiung der Rumänen aus der Bukowina“ ins politische Rampenlicht zurück. Bereits am 27. Oktober 1918 führte er den Vorsitz der „Konstituierenden Versammlung zur Vereinigung der Bukowina mit dem Königreich Rumänien“. Die Proklamation der Reunion erfolgte am 28. November 1918, alsdann wurde Flondor zum Vorsitzenden des „Consiliului Național Român“, am 18. Dezember des Jahres von der Regierung Ion I. C. Brătianus als Staatsminister ohne Portefeuille zum Zwecke der Administration der Bukowina berufen, um schließlich zum ersten Präsidenten der rumänischen Regierung in der Bukowina gewählt zu werden. Er wurde mit dem Großkreuz des Ordens der Krone von Rumänien geehrt. Nach erneuten Unstimmigkeiten zog er sich überraschend am 15. April 1919 endgültig aus der Politik zurück.
Wegen seiner Verdienste um die Einheit Rumäniens wird er dort heute noch sehr verehrt und durch zahlreiche Institutionen und Straßen, die seinen Namen tragen, geehrt. Als erstes wurde die Herrengasse in Czernowitz in Strada Iancu Flondor umbenannt (1919).

## Bilder

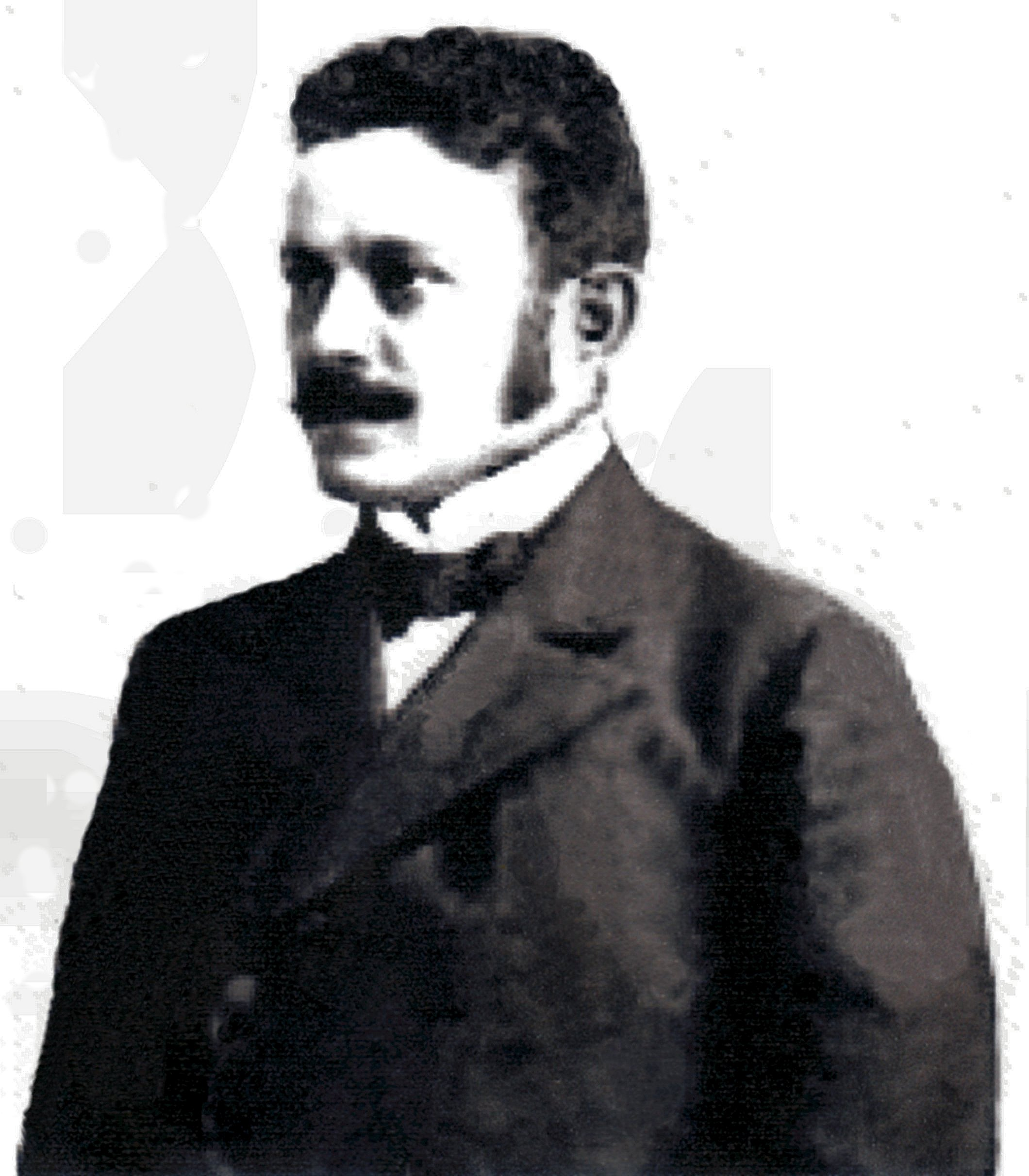
Iancu Flondor, jung
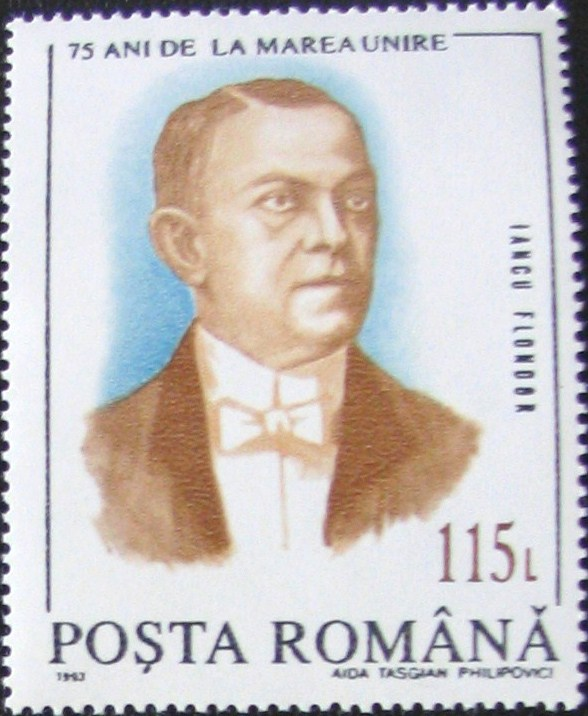
Iancu Flondor
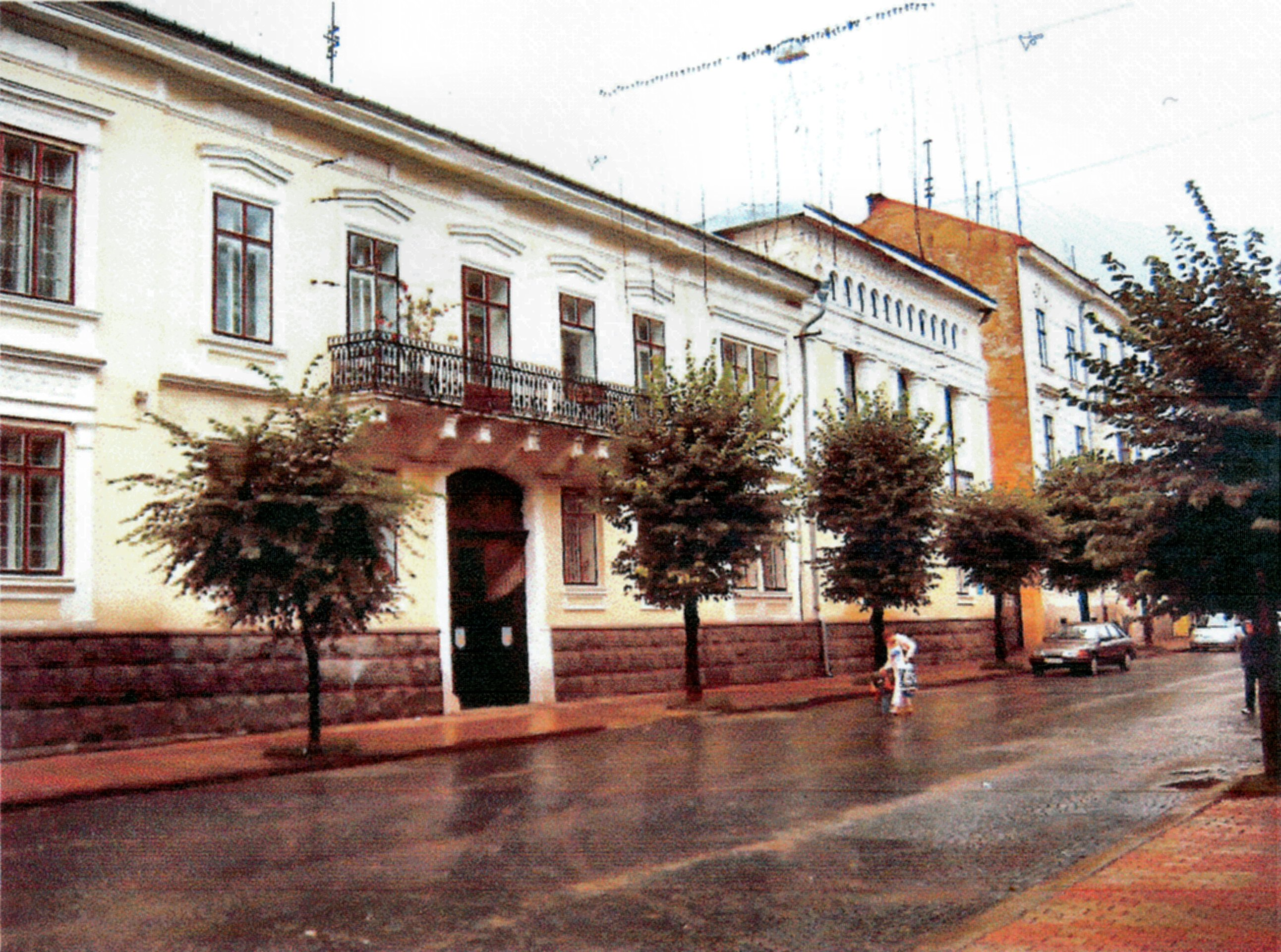
Strada Iancu Flondor mit Wassilko-Palais